# Liechtenstein op de Olympische Winterspelen 1980
Tijdens de Olympische Winterspelen van 1980, die in Lake Placid (Verenigde Staten) werden gehouden, nam Liechtenstein voor de negende keer deel.

## Medailleoverzicht
| Sport       | Olympiër       | Discipline       | Medaille |
| ----------- | -------------- | ---------------- | -------- |
| Alpineskiën | Hanni Wenzel   | reuzenslalom (v) | Goud     |
| Alpineskiën | Hanni Wenzel   | slalom (v)       | Goud     |
| Alpineskiën | Hanni Wenzel   | afdaling (v)     | Zilver   |
| Alpineskiën | Andreas Wenzel | reuzenslalom (m) | Zilver   |

## Deelnemers en resultaten

### Alpineskiën
| Olympiër       | Discipline       | Resultaat | Prestatie                       |
| -------------- | ---------------- | --------- | ------------------------------- |
| Paul Frommelt  | reuzenslalom (m) | dq-1      | diskwalificatie run 1           |
| Paul Frommelt  | slalom (m)       | dnf-1     | opgave run 1                    |
| Andreas Wenzel | afdaling (m)     | 20e       | 1.49,71 (+4,21)                 |
| Andreas Wenzel | reuzenslalom (m) | Zilver    | 2.41,49 (+0,75) 1.20,17+1.21,32 |
| Andreas Wenzel | slalom (m)       | 12e       | 1.47,80 (+3,54) 54,63+53,17     |
| Ursula Konzett | reuzenslalom (v) | dnf-1     | opgave run 1                    |
| Ursula Konzett | slalom (v)       | dnf-1     | opgave run 1                    |
| Hanni Wenzel   | afdaling (v)     | Zilver    | 1.38,22 (+0,70)                 |
| Hanni Wenzel   | reuzenslalom (v) | Goud      | 2.41,66 1.14,33+1.27,33         |
| Hanni Wenzel   | slalom (v)       | Goud      | 1.25,09 42,50+42,59             |
| Petra Wenzel   | afdaling (v)     | 23e       | 1.42,50 (+4,98)                 |
| Petra Wenzel   | reuzenslalom (v) | 19e       | 2.49,03 (+7,37) 1.18,75+1.30,28 |
| Petra Wenzel   | slalom (v)       | 14e       | 1.33,34 (+8,25) 47,47+45,87     |

### Rodelen
| Olympiër                         | Discipline | Resultaat | Prestatie                                             |
| -------------------------------- | ---------- | --------- | ----------------------------------------------------- |
| Rainer Gassner                   | mannen     | 13e       | 3.02,074 (+7,278) (45,283 / 45,956 / 45,907 / 44,928) |
| Wolfgang Schädler                | mannen     | dns-2     | niet gestart run 2 (54,224 / niet gestart)            |
| Wolfgang Schädler Rainer Gassner | dubbel     | 16e       | 1.23,395 (+4,064) (40,829 / 42,566)                   |

Andorra · Argentinië · Australië · België · Bolivia · Bondsrepubliek Duitsland · Bulgarije · Canada · China · Costa Rica · Cyprus · Duitse Democratische Republiek · Finland · Frankrijk · Griekenland · Groot-Brittannië · Hongarije · IJsland · Italië · Japan · Joegoslavië · Libanon · Liechtenstein · Mongolië · Nederland · Nieuw-Zeeland · Noorwegen · Oostenrijk · Polen · Roemenië · Sovjet-Unie · Spanje · Tsjecho-Slowakije · Verenigde Staten · Zuid-Korea · Zweden · Zwitserland